# Penn Football Club
Maillots
Actualités
Dernière mise à jour : 7 janvier 2018.
Le Penn Football Club (anciennement Harrisburg City Islanders), est une franchise de soccer professionnel basée à Harrisburg, dans l'État de Pennsylvanie, fondée en 2003. La franchise évolue en United Soccer League, le deuxième niveau dans la hiérarchie nord-américaine.

## Historique

### Repères historiques
- 2003 : fondation du club sous le nom des Harrisburg City Islanders
- 2018 : le club est renommé Penn FC

## Palmarès et records

### Palmarès
| Compétitions nationales                        | Trophées mineurs                        |
| - Seconde division des USL - Vainqueur : 2007. | - Keystone Derby Cup - Vainqueur : 2016 |

### Bilan par saison
| Saison | Niv. | Saison régulière | Saison régulière | Saison régulière | Saison régulière | Saison régulière | Saison régulière | Saison régulière | Position | Position | Séries éliminatoires | US Open Cup     | Affl. moy. saison régulière | Affl. moy. séries éliminat. |
| Saison | Niv. | M                | V                | N                | D                | BP               | BC               | Pts              | Conf.    | Ligue    | Séries éliminatoires | US Open Cup     | Affl. moy. saison régulière | Affl. moy. séries éliminat. |
| ------ | ---- | ---------------- | ---------------- | ---------------- | ---------------- | ---------------- | ---------------- | ---------------- | -------- | -------- | -------------------- | --------------- | --------------------------- | --------------------------- |
| 2004   | 3    | 20               | 10               | 3                | 7                | 40               | 25               | 33               | 2e       | 5e       | Finale de division   | Non qualifié    | 1 510                       |                             |
| 2005   | 3    | 20               | 12               | 5                | 3                | 43               | 24               | 41               | -        | 3e       | Demi-finale          | Non qualifié    | 1 604                       | 1 468                       |
| 2006   | 3    | 20               | 8                | 3                | 9                | 34               | 35               | 27               | -        | 7e       | Non qualifié         | Non qualifié    | 1 781                       | N/Q                         |
| 2007   | 3    | 20               | 11               | 5                | 4                | 26               | 15               | 38               | -        | 3e       | Champion             | Quart de finale | 1 724                       | N/A                         |
| 2008   | 3    | 20               | 7                | 10               | 3                | 30               | 23               | 31               | -        | 5e       | Quart de finale      | Deuxième tour   | 1 684                       | N/A                         |
| 2009   | 3    | 20               | 9                | 4                | 7                | 31               | 23               | 31               | -        | 3e       | Quart de finale      | Quart de finale | 1 857                       | N/A                         |
| 2010   | 3    | 20               | 4                | 7                | 9                | 21               | 30               | 19               | -        | 5e       | Non qualifié         | Quart de finale | 1 666                       | N/Q                         |
| 2011   | 3    | 24               | 10               | 5                | 9                | 24               | 25               | 35               | 2e       | 5e       | Finale               | Deuxième tour   | 1 404                       | 1 033                       |
| 2012   | 3    | 24               | 10               | 7                | 7                | 34               | 29               | 37               | -        | 6e       | Quart de finale      | Quart de finale | 1 452                       | N/A                         |
| 2013   | 3    | 26               | 14               | 2                | 10               | 55               | 39               | 44               | -        | 4e       | Quart de finale      | Deuxième tour   | 1 456                       | 1 124                       |
| 2014   | 3    | 28               | 10               | 7                | 11               | 45               | 46               | 37               | -        | 8e       | Finale               | Quatrième tour  | 1 941                       | N/A                         |
| 2015   | 3    | 28               | 11               | 6                | 11               | 49               | 53               | 39               | 8e       | 15e      | Non qualifié         | Troisième tour  | 2 430                       | N/Q                         |
| 2016   | 3    | 30               | 8                | 7                | 15               | 37               | 54               | 31               | 10e      | 24e      | Non qualifié         | Quatrième tour  | 1 622                       | N/Q                         |
| 2017   | 2    | 32               | 10               | 7                | 15               | 28               | 47               | 37               | 11e      | 21e      | Non qualifié         | Quatrième tour  | 2 429                       | N/Q                         |

## Joueurs et personnalités du club

### Entraîneurs
Le tableau suivant présente la liste des entraîneurs du club depuis 2004.
| Nom         | De             | À               | Joués | Gagnés | Nuls | Perdus | % de gagné |
| ----------- | -------------- | --------------- | ----- | ------ | ---- | ------ | ---------- |
| Bill Becher | 2004           | 23 janvier 2018 | 376   | 152    | 95   | 129    | 40.43      |
| Raoul Voss  | 7 février 2018 | 0               | 0     | 0      | 0    | 0      | -          |

## Soutien et image

### Logos

Harrisburg City Islanders (2003-2017)
Penn FC (depuis 2018)

### Groupes de partisans
Les principaux groupes de partisans du Penn FC sont les City Island Hecklers, les Sons of the Susquehanna, et le Capital City Crew.

### Rivalités
Le Penn FC partage une rivalité dans l'État contre les Riverhounds de Pittsburgh baptisée Keystone Derby Cup, depuis la saison 2015.